# Budzyno-Bolki
Budzyno-Bolki (prononciation : [buˈd͡zɨnɔ ˈbɔlki]) est un village polonais de la gmina de Czerwonka dans le powiat de Maków de la voïvodie de Mazovie dans le centre-est de la Pologne.
Il se situe à environ 8 kilomètres à l'ouest de Czerwonka (siège de la gmina), 2 kilomètres au nord de Maków Mazowiecki (siège du powiat) et à 75 kilomètres au nord de Varsovie (capitale de la Pologne).

## Histoire
De 1975 à 1998, le village appartenait administrativement à la voïvodie d'Ostrołęka.